# Мортезагерд
Мортезагерд (перс. مرتضی‌گرد‎) — село на севере Ирана, в остане Тегеран. Входит в состав шахрестана Тегеран. Является частью дехестана (сельского округа) Хелазир бахша Афтаб.

## География
Село находится в центральной части остана, к западу от автодороги , вблизи южной окраины города Тегеран, административного центра шахрестана. Абсолютная высота — 1082 метра над уровнем моря.

## Население
По данным переписи 2006 года население села составляло 3556 человек (1832 мужчины и 1724 женщины). В Мортезагерде насчитывалось 837 домохозяйств. Уровень грамотности населения составлял 77,6 %. Уровень грамотности среди мужчин составлял 81 %, среди женщин — 74 %.
В 2016 году в селе имелось 4474 домохозяйства и проживало 15 506 человек (8095 мужчин и 7411 женщин).